# Vivian Bartley Green-Armytage
Vivian Bartley Green-Armytage (Clifton, 14 de agosto de 1882 - Chelsea, 11 de abril de 1961) fue un ginecólogo británico. Destacó por sus opiniones progresistas, su servicio a la ginecología y obstetricia en la India y su distinguido servicio en el Cuerpo Médico del Ejército Real durante la Primera Guerra Mundial.

## Primeros años de vida

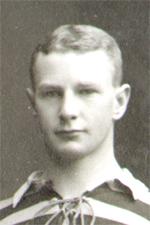
Vivian Bartley Green-Armytage vistiendo un uniforme de rugby

Vivian Green-Armytage nació en Clifton, Inglaterra, el 14 de agosto de 1882, hijo de Alfred Green-Armytage, un abogado, y Amy Julia (Bartley) Armytage. Su hermano mayor era Paul Green-Armytage, jugador de críquet de primera clase. Estudió en la Universidad de Clifton y luego en la Universidad de Brístol y en la Enfermería Real de Brístol. Realizó estudios de posgrado en París.
Entre 1901 y 1902 fue miembro del equipo de rugby de Clifton.

## Servicio médico en la India
Green-Armytage fue nombrado teniente del Servicio Médico Indio (IMS, del inglés Indian Medical Service) en 1907 y ascendido a capitán en 1910. También en 1910 ganó la Medalla Quirúrgica Montefiore en el Colegio Médico del Ejército Real. Fue médico residente y cirujano en el Hospital Eden y en el Hospital General Presidencial de Calcuta entre 1911 y 1922.
Fue coautor de la quinta edición de Birch's Management and Medical Treatment of Children in India junto a Charles Robert Mortimer Green, publicada en 1913 por Thacker Spink & Co., en Calcuta. El libro fue publicado originalmente por Henry Goodeve bajo el título Hints for the General Management of Children in India in the absence of Professional Advice (1844).

## Primera Guerra Mundial
Su trabajo en la India fue interrumpido por la Primera Guerra Mundial, en la que sirvió como oficial en el Cuerpo Médico del Ejército Real. Fue mencionado tres veces en informes de guerra por destacado servicio y también recibió la Mons Star, la Cruz de Caballero de la Legión de Honor y la Orden del Águila Blanca de Espadas Cruzadas de Serbia en 1917.

## Profesor en la India
Tras su regreso de la guerra, Green-Armytage fue ascendido a comandante en el IMS en 1919, y finalmente a teniente coronel en 1927 antes de retirarse en 1933.
Fue profesor de ginecología y obstetricia en el Hospital Eden de 1922 a 1933. Antes de abandonar la India, Green-Armytage recibió un volumen de sus discursos preparado y publicado por doctoras de la India como símbolo de su agradecimiento por su servicio.
En 1927 se casó con Mary Vera Moir-Byres, de soltera Gibson, en Rangún.

## Vida posterior
A su regreso a Inglaterra, Green-Armytage ejerció como ginecólogo consultor y ocupó cargos en los hospitales de West London, British Postgraduate, Italian y Tropical Diseases. Fue defensor de la histerectomía vaginal que había dominado en la India. Fue vicepresidente del Real Colegio de Obstetras y Ginecólogos entre 1949 y 1952, quienes le otorgaron becas de viaje y de conferencias.
Inventó las fórceps Green Armytage que se utilizan para controlar el sangrado excesivo durante una cesárea.
En 1958, fue nombrado Oficial de la Legión de Honor.
Fue miembro del Club Oriental y del Club de las Indias Orientales. Sus aficiones incluían los estudios clásicos y la historia de la medicina.

## Muerte y legado
Vivian Green-Armytage murió en Chelsea, Londres, el 11 de abril de 1961. La cinta con sus medallas se encuentra en la colección del Real Colegio de Obstetras y Ginecólogos.

## Publicaciones seleccionadas
- Birch's Management and Medical Treatment of Children in India. 5th edition. Thacker, Spink & Co., Calcutta, 1913. (With C.R.M. Green)
- Labour-room Clinics, Being Aids to Midwifery Practice. Thacker, Spink & Co., Calcutta, 1913. (Lectures delivered at the Eden Hospital)
- Tropical Midwifery: Labour-room Clinics. Thacker, Spink & Co., Calcutta, 1928.
- The Management of Impaired Fertility. Oxford University Press, London, 1962. (With Margaret Moore White)